# جک مک‌دورمن
جک مک‌دورمن (انگلیسی: Jake McDorman؛ زادهٔ ۸ ژوئیهٔ ۱۹۸۶) یک هنرپیشه اهل ایالات متحده آمریکا است. وی از سال ۲۰۰۳ میلادی تاکنون مشغول فعالیت بوده‌است.
از فیلم‌ها یا برنامه‌های تلویزیونی که وی در آن نقش داشته است می‌توان به جان‌سخت ۴، تک‌تیرانداز آمریکایی، آکوامارین، جری و مارج پولدار می‌شوند، آن را روشن کنید، دوست نداشتنی و نامحدود اشاره کرد.